# Vicente Roca Velasco
Vicente Roca Velasco (1956) es catedrático de zoología de la Universidad de Valencia.

## Biografía
Vicente Roca Velasco es, desde 1997, catedrático de zoología de la Universidad de Valencia. Desde diciembre de 2005 es decano de la Facultad de Ciencias Biológicas y miembro del Claustro de la Universidad de Valencia.
Ha sido Director del Departamento de Biología Animal (1999-2002) y del Departamento de Zoología (2002-2005) de la Universidad de Valencia.
Ha sido vicepresidente (1989-1993) y presidente (1998-2005) de la Asociación Herpetológica Española, así como editor de la Revista Española de Herpetología (1993-1998) que edita dicha Sociedad.
Cuenta con tres sexenios de investigación reconocidos por la CNEAI y ha dirigido cinco tesis doctorales en su campo de investigación, la ecología y filogeografía parasitarias de reptiles y anfibios. Ha publicado más de 80 artículos de investigación en revistas internacionales y nacionales. Ha participado en numerosos proyectos de investigación europeos, nacionales y regionales, algunos de ellos relacionados con la recuperación de especies en peligro de extinción, como el lagarto gigante de El Hierro, el lagarto gigante de La Gomera o el sapillo Balear.[cita requerida]
Ha estado involucrado en el proyecto de Innovación Docente desarrollado en la Facultad de Ciencias Biológicas de la Universidad de Valencia.
Es miembro de la Junta Directiva de la Conferencia Española de Decanos de Biología (CEDB).[cita requerida]

## Actividad docente e investigadora
- Roca, V., Foufopoulos, J., Valakos, E. & Pafilis, P. 2009. Parasitic infracommunities of the Aegean wall lizard Podarcis erhardii (Lacertidae: Sauria): isolation and impoverishment in small island populations. Amphibia-Reptilia, 30: 493-503.

- Roca, V. & García, G. 2008. A new species of the genus Spiroxys (Nematoda: Gnathostomatidae) from Madagascan Pleurodiran turtles (Pelomedusidae). J. of Helminthology, 82: 301-303.

- Roca, V., García, G. & Montesinos, A. 2007. Gastrointestinal helminthes found in the three freshwater turtles (Erymnochelys madagascariensis, Pelomedusa subrufa and Pelusios castanoides) from Ankarafantsika National Park, Madagascar. Helminthologia, 44: 177-182.

- Carretero, M.A., Roca, V., Martin, J.E., Llorente, G.A., Montori, A., Santos, X. & Mateos, J. 2006. Diet and helminth parasites in the Gran Canaria giant lizard Gallotia stehlini. Rev. Española de Herpetología, 20: 105-117

- Roca, V., Carretero, M.A., Marques, A., Barbosa, D. & Galdón, M.A. 2006. Relationships between helminth communities and host traits in Podarcis